# Parlement européen
Ne doit pas être confondu avec Assemblée parlementaire du Conseil de l'Europe ou Assemblée de l'Union de l'Europe occidentale.
Pour les articles homonymes, voir PE.
10e législature
 Bâtiment Louise-Weiss
 Bâtiment Paul-Henri Spaak
Le Parlement européen (PE) est l'organe parlementaire de l'Union européenne (UE) élu au suffrage universel direct. Il partage avec le Conseil de l'Union européenne le pouvoir législatif de l'Union européenne. Le Parlement européen est composé de 720 députés (parfois appelés eurodéputés ou MPE pour « membres du PE »), qui représentent environ 360 millions d'électeurs inscrits — participant aux élections européennes — provenant des 27 États membres (en 2020) et répartis selon des règles fixées dans les traités. Il s'agit du second plus grand électorat du monde, derrière celui de l'Inde, et le plus grand électorat transnational.
En 1976, le Conseil européen décide qu'à partir de 1979, le Parlement sera élu tous les cinq ans au suffrage universel direct, à la proportionnelle. Il ne dispose pas de l'initiative législative, dont la Commission européenne a le monopole. Bien que le Parlement soit la « principale » institution de l'Union européenne (il est mentionné en premier dans les traités et a la préséance cérémoniale sur toutes les autres autorités européennes), le Conseil de l'Union européenne a des pouvoirs législatifs plus importants que lui car il adopte également des lois dans le cadre limité de la procédure législative spéciale.
Depuis le traité de Lisbonne de 2007, la procédure législative ordinaire, qui place le Conseil de l'Union européenne (représentant les États membres) et le Parlement européen (représentant la population) sur un pied d'égalité pour l'adoption d'une norme européenne, est devenue la procédure législative de droit commun. Ainsi, les domaines dans lesquels celle-ci ne s'applique pas sont largement minoritaires (ce qui ne veut pas dire qu'ils sont marginaux : le Parlement européen est ainsi très largement exclu de la politique étrangère et de sécurité commune). Le Parlement a en outre le contrôle du volet dépenses (mais non du volet recettes) du budget européen.
Le Parlement européen siège au sein du bâtiment Louise-Weiss, à Strasbourg (France), où se tient l'ensemble des séances plénières mensuelles. Ses commissions et les groupes politiques, ainsi que les éventuelles séances additionnelles, se tiennent quant à elles à l'espace Léopold, à Bruxelles (Belgique). Une partie de son secrétariat général reste installé à Luxembourg.

## Histoire

Emblème du Parlement européen jusqu'en 1983.

Logo du Parlement européen depuis 2015.

La Communauté européenne du charbon et de l'acier (CECA) a établi, en septembre 1952, une Assemblée commune de 78 membres issus des parlements nationaux des six pays constituant la CECA. Dans cette assemblée, les députés disposaient du pouvoir de sanctionner la Haute Autorité, organe exécutif de la Communauté.
Le traité de Rome, signé le 25 mars 1957, crée la Communauté économique européenne (CEE) et prévoit la création d'une Assemblée parlementaire européenne, dotée uniquement d'un pouvoir de consultation. Alors que les exécutifs de la CECA et de la CEE sont distincts jusqu'au traité de fusion de 1965, l'Assemblée parlementaire est commune à la CECA, la CEE et Euratom. L'assemblée parlementaire compte alors 142 membres, toujours issus des parlements nationaux. Cette assemblée choisit de se renommer Parlement européen en 1962,.
En 1974, lors du sommet de Paris, il est décidé de recourir au suffrage universel pour élire le Parlement européen. Un accord sur les modalités de cette élection est trouvé en 1976. Il permet l'organisation des premières élections européennes au suffrage universel direct en 1979. 410 députés sont élus pour une durée de 5 ans. Le nombre de députés a continué à augmenter à chaque élargissement; le nombre de députés a également été revu à la hausse en 1994 après la réunification allemande et le traité de Nice l'a porté à 732. Lors de l'entrée en vigueur du traité de Lisbonne en 2009, le Parlement européen comptait 751 députés (750 plus le président du Parlement qui n'a pas le droit de vote) à partir de la législature suivante, élue en 2014.
Depuis le départ du Royaume-Uni le 1er février 2020, le nombre de députés est passé de 751 à 705. Il est de 720 depuis les élections de juin 2024.

### Accroissement des pouvoirs

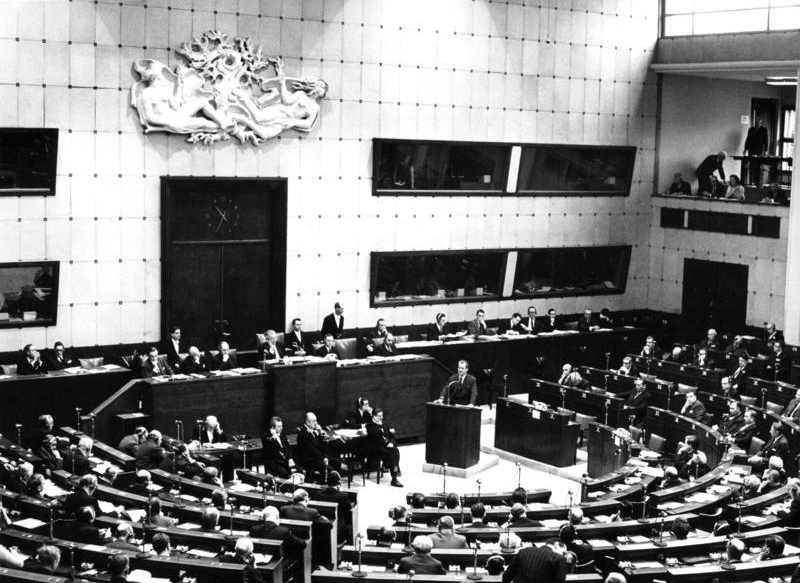
Une session de l'Assemblée parlementaire du Conseil de l'Europe en janvier 1967, à Strasbourg, dans la Maison de l'Europe, salle partagée avec le Parlement européen jusqu'en 1999. La Maison de l'Europe se trouvait à l'emplacement de l'actuel Palais de l'Europe.

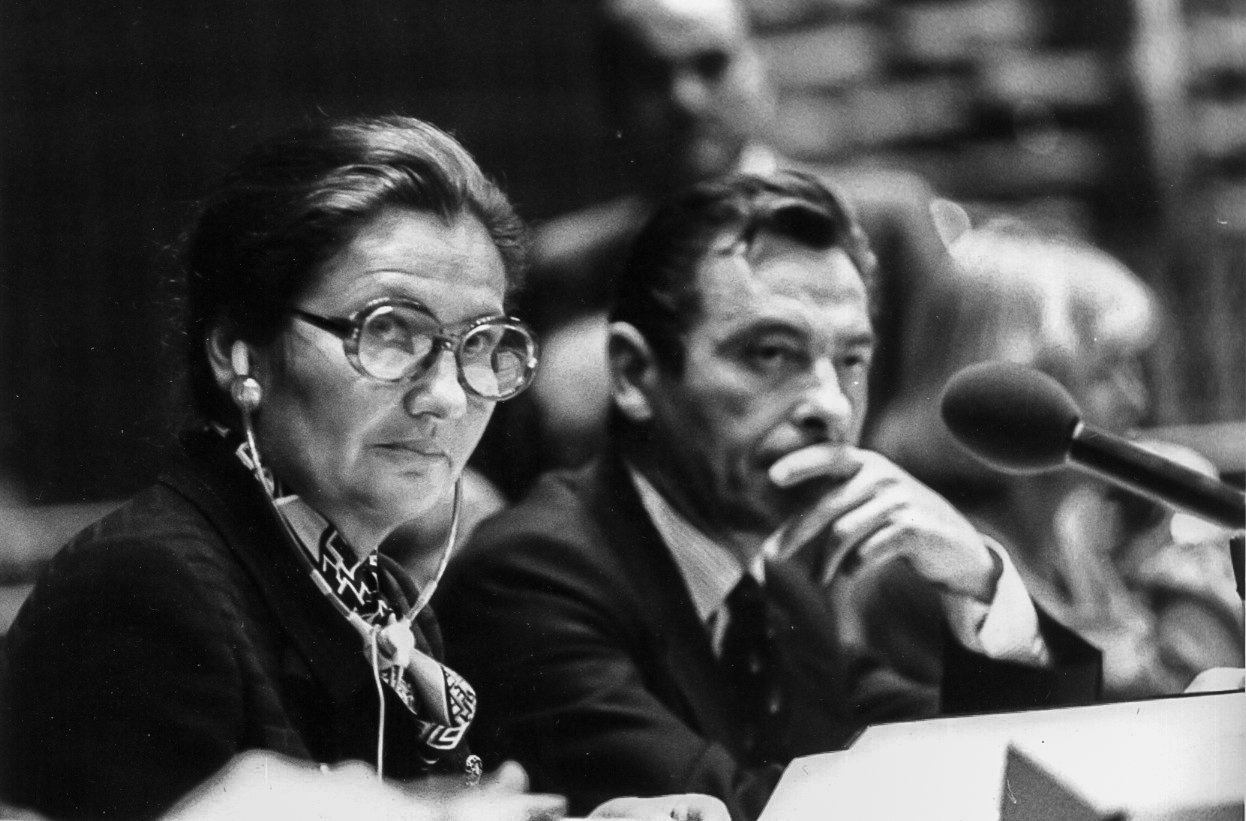
Simone Veil préside une séance du Parlement à Strasbourg le 12 octobre 1979.

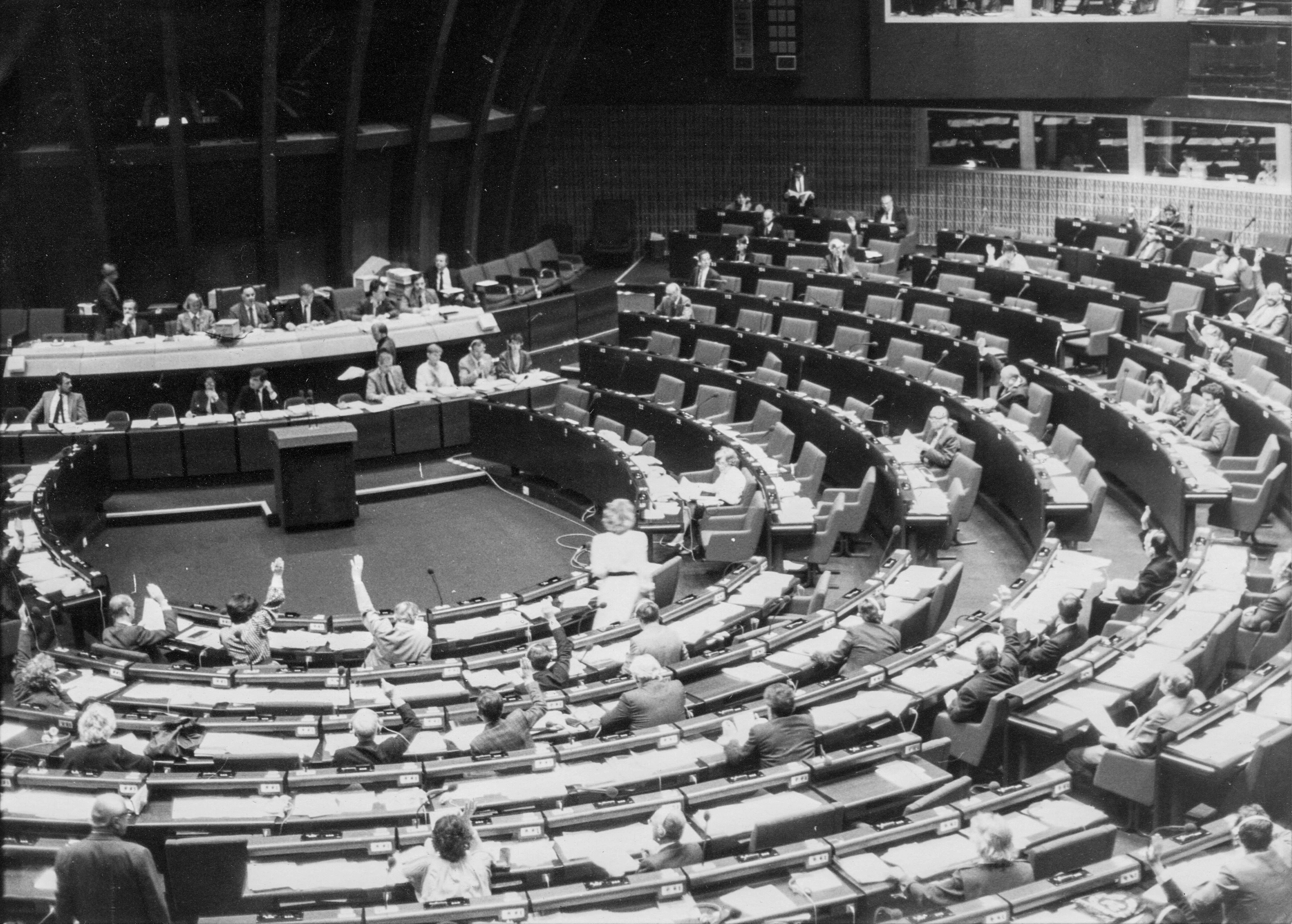
L'hémicycle à Strasbourg 1985.

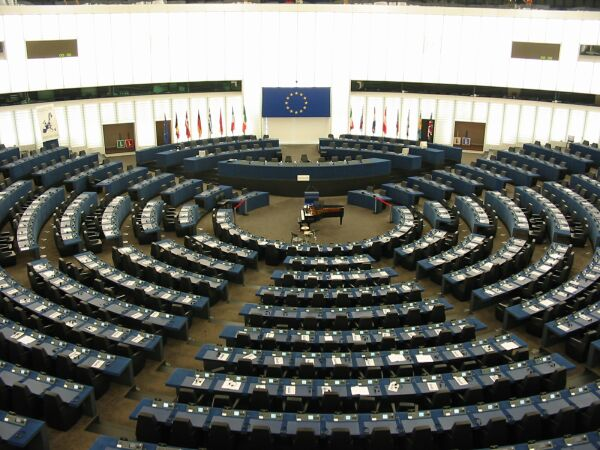
L'hémicycle à Strasbourg.

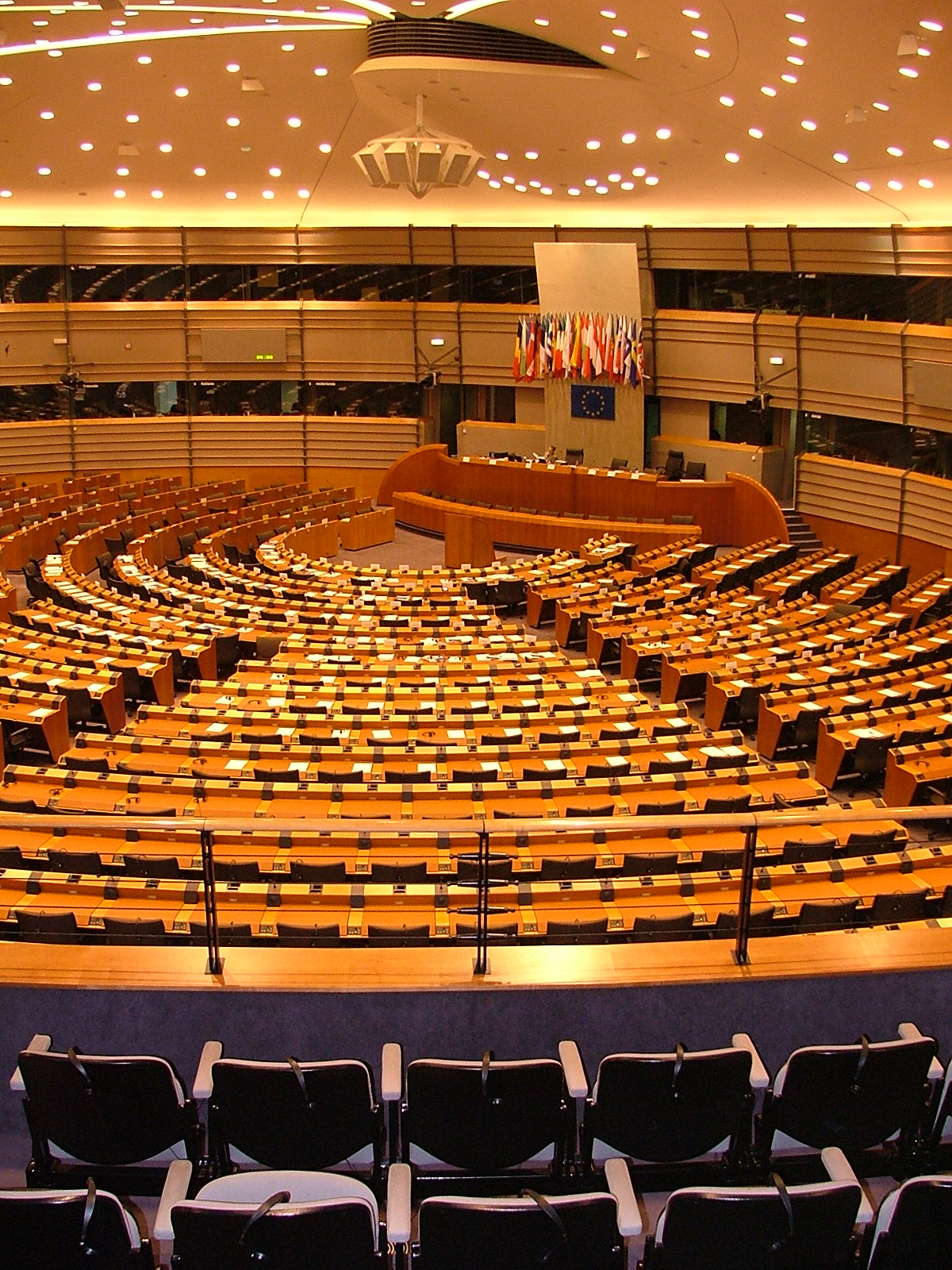
L'hémicycle à Bruxelles.

En 1957, comme l'avait alors exigé la France, le Parlement n'était qu'une assemblée composée de députés des parlements nationaux sans aucun pouvoir. Il n'était donc pas question de lui permettre de déposer des propositions de lois. Les Allemands, notamment Helmut Kohl, qui vivent sous une démocratie parlementaire, ont au contraire sans cesse demandé une extension des pouvoirs du Parlement, et bien que s'étant heurté aux oppositions des Français, du général de Gaulle à François Mitterrand en passant par le célèbre « Appel de Cochin » de Jacques Chirac, il a fini petit à petit par acquérir de plus en plus de poids sur la scène politique européenne.

#### Pouvoir législatif
En 1986, l'Acte unique européen crée la procédure de coopération qui prévoit que les positions adoptées par le Conseil sur certains actes législatifs sont transmises au Parlement européen qui peut proposer des amendements ou rejeter l'acte législatif. Il est toujours possible mais plus difficile pour les autres institutions de passer outre aux positions du Parlement européen.
Le Parlement européen met son veto à divers textes soutenus par la Commission et les États membres :
- Brevetabilité des inventions biotechnologiques, le premier projet de directive rejeté (1995) ;
- Offres publiques d'achat, directive proposée une première fois en janvier 1989 et adoptée seulement en 2004 après un long bras de fer législatif ;
- Directive sur les services portuaires et par deux fois (en 2003 par 30 voix d'écart, et en 2005 à la suite de l'insistance de la Commission par 120 voix pour, 25 abstentions et 532 pour la rejeter).

En 1992, le traité de Maastricht crée la procédure de codécision. Cette procédure place pour la première fois le Parlement européen et le Conseil à relative égalité dans le processus législatif. La procédure de codécision est simplifiée et étendue à un plus grand nombre de domaines par le traité d'Amsterdam (entré en vigueur en 1999); le traité établit une égalité réelle entre le Parlement européen et le Conseil dans la procédure, et encourage les institutions européennes à coopérer pour limiter les conflits. Le traité de Nice (entré en vigueur en 2003) accroît lui aussi le nombre de domaines couverts par la codécision.
Le traité de Lisbonne (entré en vigueur en 2009) étend la procédure de codécision, renommée procédure législative ordinaire, à d'autres domaines, couvrant une grande partie des politiques de l'UE.

#### Pouvoir de nomination et de contrôle de la Commission européenne
Le Parlement européen a progressivement étendu son pouvoir de nomination et de contrôle sur la Commission européenne.
Dès le traité de Rome, le Parlement dispose d'un droit de censure sur la Commission européenne. En 1999, à la suite de diverses mises en cause pour mauvaise gestion, le Parlement européen menace la Commission Santer d'une motion de censure. Devançant un vote probable, la Commission Santer démissionne d'elle-même en mars 1999.
En 1992, le traité de Maastricht donne aussi au Parlement européen le rôle d'approuver la composition finale de la Commission européenne, lui donnant implicitement une influence sur la composition de celle-ci. À partir de 1994, des auditions des candidats aux postes de commissaires sont menées par le Parlement européen. En 2004, le Parlement européen s'oppose à la nomination de l'Italien Rocco Buttiglione au poste de commissaire à la justice et aux affaires intérieures de la Commission Barroso I. Le parlement ne pouvant approuver la commission que dans son ensemble, ce veto remit en cause tous les commissaires proposés par Barroso et contraint Rocco Buttiglione à renoncer et José Manuel Barroso à nommer un autre commissaire à ce poste. Ce pouvoir est désormais utilisé régulièrement par le Parlement européen. En 2019, les candidatures de Rovana Plumb, László Trócsányi et Sylvie Goulard ont ainsi été rejetés par le Parlement européen.
En 1997, le traité d'Amsterdam prévoit que le Parlement européen approuve la nomination du président de la Commission européenne.
En 2007, le traité de Lisbonne renforce encore le pouvoir du Parlement européen dans ce domaine. Depuis cette date, c'est le Parlement européen qui élit officiellement le président de la Commission européenne, mais le candidat reste proposé par le Conseil européen, sur la base des résultats des élections européennes. À l'approche des élections européennes de 2014, les principaux groupes politiques au Parlement européen engagent un bras de fer avec le Conseil européen en créant le système des Spitzenkandidaten. Les différentes familles politiques désignent en amont des élections européennes leur candidat à la présidence de la Commission européenne et s'engagent à élire comme président de la Commission européenne le candidat du parti qui arriverait en tête aux élections européennes et de refuser tout autre candidat qui pourrait leur être proposé par le Conseil européen. Ce système aboutit à l'élection en 2014 de Jean-Claude Juncker, candidat du Parti Populaire européen comme président de la Commission européenne.

## Pouvoirs et compétences

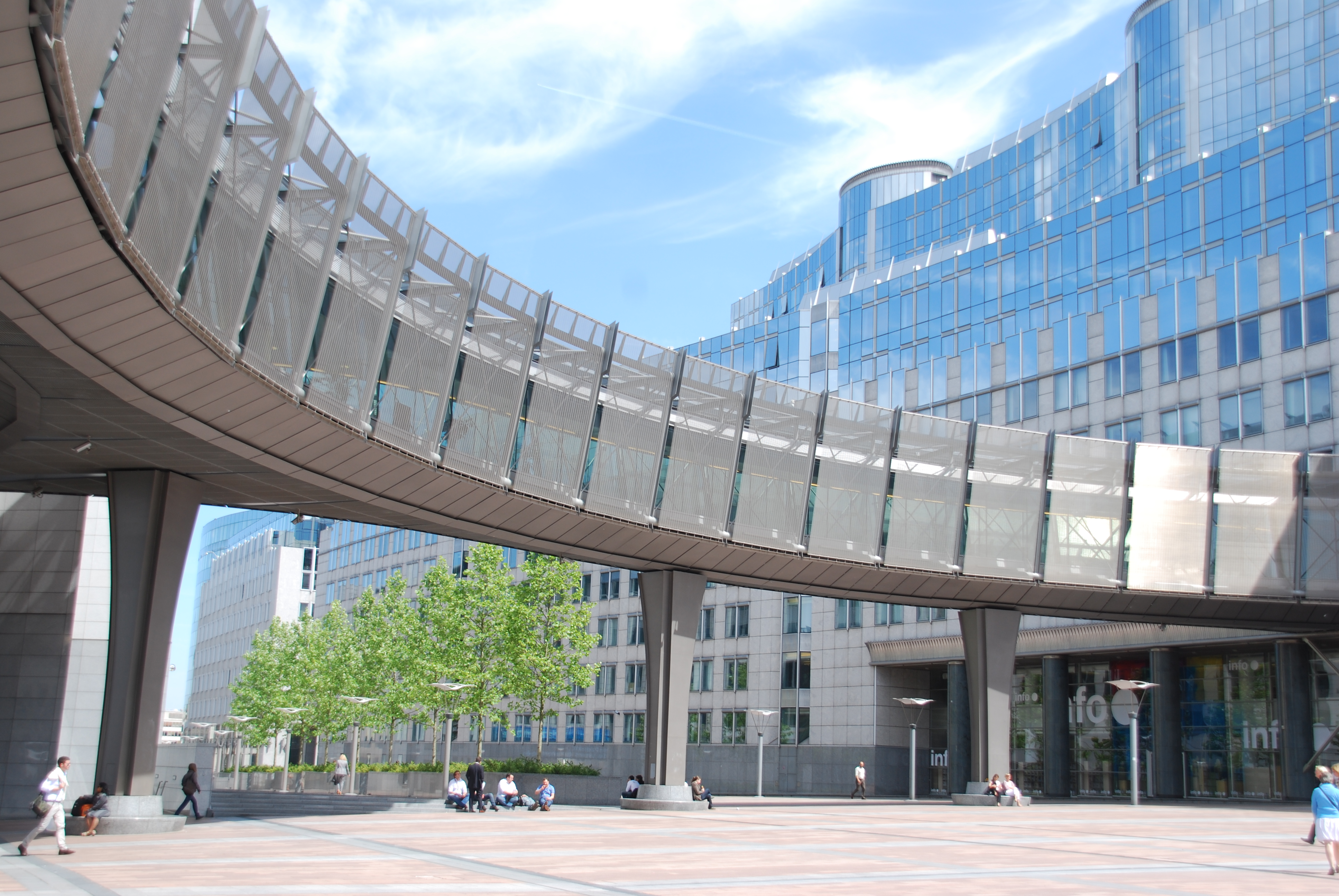
Une photographie de l’extérieur du Parlement Européen à Bruxelles, en Belgique.

Les actes législatifs soumis à amendement ou approbation du Parlement dans le cadre de la procédure législative ordinaire (anciennement « codécision ») sont soit des règlements, « directement applicables dans tout État membre », soit des directives, qui « lient tout État membre destinataire quant au résultat à atteindre, tout en laissant aux instances nationales la compétence quant à la forme et aux moyens », soit des décisions, obligatoires pour leurs destinataires (TFUE 288).
Le parlement approuve le président de la Commission européenne choisi par le Conseil européen, ainsi que la composition de la Commission, il peut la forcer à démissionner par l'emploi d'une motion de censure. Il participe au vote du budget de l'Union européenne et a le dernier mot pour les dépenses dites « non obligatoires ».
D'autres organisations européennes, telles que l'Organisation pour la sécurité et la coopération en Europe (OSCE), le Conseil de l'Europe et anciennement l'Union de l'Europe occidentale (UEO) ont des assemblées parlementaires dont les membres sont nommés par les parlements nationaux. Mais d'une part elles ne sont pas des institutions de l'Union européenne, et d'autre part elles n'ont pas de pouvoir législatif. Le Parlement européen est le seul à être directement élu par les citoyens et à avoir une compétence législative.
Par certains aspects, le Conseil de l'Union européenne et le Parlement européen sont comparables aux chambres haute et basse d'un système bicaméral mais, à quelques exceptions près et à la différence des parlements nationaux, ni le Parlement ni le Conseil ne peuvent être à l'initiative de proposition de textes législatifs, ce pouvoir étant réservé à la Commission européenne (article 17-2 du traité de l'Union européenne). Cependant, l'article 192 du traité d'Amsterdam (article 225 du traité sur le fonctionnement de l'Union européenne) précise que :

« Le Parlement européen peut, à la majorité des membres qui le composent, demander à la Commission de soumettre toute proposition appropriée sur les questions qui lui paraissent nécessiter l'élaboration d'un acte de l'Union pour la mise en œuvre de la Constitution. Si la Commission ne soumet pas de proposition, elle en communique les raisons au Parlement européen. »

La portée pratique de cette faculté est renforcée par l'accord du 9 octobre 2003 entre les trois institutions (Conseil de l'Union européenne, Commission européenne, Parlement européen) par lequel la Commission s'engage à donner suite aux demandes qui lui sont faites :

« La Commission tient compte des demandes de présentation de propositions législatives faites par le Parlement européen ou le Conseil, formulées respectivement sur la base de l'article 192 ou de l'article 208 du traité CE. Elle fournit une réponse rapide et appropriée aux commissions parlementaires compétentes et aux organes préparatoires du Conseil. »

Selon la Procédure législative ordinaire (dite de codécision), les actes législatifs sont adoptés conjointement par le Parlement et le Conseil sur proposition de la Commission (TFUE 289 et 251). Depuis le traité de Lisbonne cette procédure est devenue le cas général et couvre presque l'intégralité des secteurs en intégrant notamment les politiques de coopération policière et judiciaire. Les secteurs restants relèvent de la procédure de coopération et de la procédure de consultation (le Parlement rend un simple avis), ou de l'avis conforme (le texte est accepté ou rejeté par le Parlement sans possibilité d'amendement). L'article TFUE 294, qui précise la mécanique institutionnelle, dispose que pour être adoptés selon la procédure de codécision, les actes législatifs doivent être votés à la majorité par le Conseil et par le Parlement. En cas de désaccord, le Parlement peut rejeter le projet d'acte, ou l'amender à la majorité des parlementaires et non des présents (TFUE 294-7). Ces amendements issus du Parlement ne peuvent en outre être adoptés qu'à l'unanimité par le Conseil si la Commission européenne ne les approuve pas.
Le Parlement européen peut rejeter et amender la partie dépenses du budget (TFUE 314).
Il reste écarté des décisions sur les recettes de l'Union, c'est-à-dire ne vote pas la partie recettes du budget de l'Union, ne vote pas l'impôt, et est donc exclu de la fiscalité, dont le monopole appartient au Conseil après approbation à l'unanimité des États membres (TFUE 311). Cependant, la supervision des dépenses de l'Union européenne est l'une des compétences majeures des députés, notamment en accordant (ou pas) la « décharge » budgétaire à la Commission, par laquelle les députés valident la manière dont les fonds ont été gérés. En 1999 cette procédure avait mené à la démission de la Commission Santer, prouvant la montée en puissance du Parlement européen : la Commission Santer est poussée à la démission à la suite du refus du Parlement de donner la décharge budgétaire pour l'année 1996.
Le Parlement élit pour cinq ans le président de la Commission européenne (TUE 14-1), mais seulement sur proposition du Conseil européen (les chefs d'État), qui tient compte des résultats des élections au Parlement européen (TUE 17-7). Les autres membres de la Commission sont désignés par le président « en raison de leur compétence générale et de leur engagement européen et parmi des personnalités offrant toutes garanties d'indépendance » (TUE17-3), et non pour correspondre à la majorité parlementaire.
Quand bien même les futurs membres sont auditionnés individuellement, le Parlement accepte ou rejette en bloc la composition de la Commission : ainsi, le 1er novembre 2004 l'élection de la première Commission Barroso est repoussée de plusieurs jours, le Parlement ayant menacé de refuser de l'avaliser si Rocco Buttiglione était maintenu au poste de Commissaire à la Justice. C'est finalement Franco Frattini qui le remplace, et le nouveau collège est présenté le 4 novembre.
Le Parlement européen exerce une certaine surveillance de toutes les activités de l'UE, en particulier celles de la Commission. Le Parlement peut ainsi censurer et donc démettre la Commission dans son ensemble, à la majorité des membres du parlement et des deux tiers des suffrages exprimés (TUE 17-8, TFUE 234).
Le Parlement peut donner un avis consultatif sur toute question au moyen des déclarations écrites. Le Parlement nomme également le médiateur européen pour cinq ans.

## Composition
| États membres    | Sièges |
| ---------------- | ------ |
| Allemagne        | 96     |
| France           | 81     |
| Italie           | 76     |
| Espagne          | 61     |
| Pologne          | 53     |
| Roumanie         | 33     |
| Pays-Bas         | 31     |
| Belgique         | 22     |
| Tchéquie         | 21     |
| Grèce            | 21     |
| Hongrie          | 21     |
| Portugal         | 21     |
| Suède            | 21     |
| Autriche         | 20     |
| Bulgarie         | 17     |
| Danemark         | 15     |
| Finlande         | 15     |
| Slovaquie        | 15     |
| Irlande          | 14     |
| Croatie          | 12     |
| Lituanie         | 11     |
| Lettonie         | 9      |
| Slovénie         | 9      |
| Estonie          | 7      |
| Chypre           | 6      |
| Luxembourg       | 6      |
| Malte            | 6      |
| Union européenne | 720    |

Le texte du traité sur l'Union européenne, modifié par le traité de Lisbonne (art. 14-2), dispose que : « le Parlement européen est composé de représentants des citoyens de l'Union. Leur nombre ne dépasse pas sept cent cinquante, plus le président. La représentation des citoyens est assurée de façon dégressivement proportionnelle, avec un seuil minimum de six députés par État membre. Aucun État membre ne se voit attribuer plus de quatre-vingt-seize sièges. ». 
Les trois pays les moins peuplés sont ainsi surreprésentés d’un facteur d’environ 12 par rapport à l’Allemagne, pays le plus peuplé.
Le Parlement européen représente plus de 440 millions de citoyens de l'Union. Ses membres sont appelés députés européens. Les élections, au suffrage universel direct, se déroulent tous les cinq ans. Les citoyens de l'Union ne sont pas également représentés au Parlement européen : les petits États sont surreprésentés (comme Malte qui a un député pour 86 000 habitants) au détriment des grands pays (comme l'Allemagne avec un député pour 867 000 habitants ou la France avec un député pour 853 000 habitants) ; en fonction de la population de 2021, un électeur allemand pèse donc 10 fois moins qu'un électeur maltais. De même la Belgique, le Portugal, la République tchèque, la Grèce, et les grandes régions françaises du Sud-est ou de l'Île-de-France ont chacun une population oscillant entre 10,4 et 11 millions d'habitants, mais les premiers éliront 24 députés, les dernières 13 à 14 seulement. Comme le nombre de députés accordé à chaque pays résulte des négociations dans les traités, il n'y a pas de formule précise sur la répartition des sièges parmi les États membres. Aucun changement de cette configuration ne peut se produire sans consentement unanime de tous les gouvernements.
Au sein de chaque État membre, le mode de scrutin est à la libre appréciation de chaque État membre. Cependant, il est soumis à trois règles :
- le système doit, au niveau de chaque État membre, être sous la forme de la représentation proportionnelle ;
- la zone électorale de chaque État membre peut être subdivisée si elle n'affecte pas la nature proportionnelle du système ;
- le seuil, au niveau national, en dessous duquel les votes ne donnent pas de députés ne doit pas excéder 5 %. Il doit être compris entre 2 % et 5 % pour les pays ayant plus de 35 députés[14].

À l'échelle nationale, la présence d'un seuil défavorise les petits partis, tout en améliorant la représentation des principaux groupes politiques. Par exemple, en France, lors des élections de 2019, 17 % des suffrages ont été exprimés en faveur de partis qui n'ont pas atteint le seuil de 5 % et qui n'ont donc pas obtenu de députés.
Généralement, les pays candidats à l'adhésion à l'UE envoient auparavant au Parlement des observateurs dont le nombre et les modalités de désignation sont fixés dans les traités d'adhésion signés par ces pays.
Les observateurs peuvent assister aux débats et y prendre part sur invitation, mais ils ne peuvent pas voter ni exercer de fonctions officielles. Quand les pays deviennent membres de l'UE, leurs observateurs deviennent députés à part entière pendant une période d'intérim jusqu'aux prochaines élections européennes ou jusqu'à des élections intermédiaires dans les pays en question. Le nombre maximum de parlementaires (751 selon le traité de Lisbonne), peut donc temporairement être dépassé.
Ainsi, depuis l'automne 2005, la Bulgarie et la Roumanie disposaient respectivement de 18 et 35 observateurs. Ils ont été sélectionnés par les parlements nationaux parmi les partis de la majorité comme de l'opposition. Le 1er janvier 2007, ils sont devenus députés au Parlement européen, et des élections ont eu lieu en mai en Bulgarie et en novembre en Roumanie pour désigner de nouveaux élus jusqu'en 2009. Le Parlement européen a alors compté temporairement 785 députés, en attendant les élections européennes de juin 2009 qui ont ramené ce chiffre à 732, chiffre maximal fixé par le traité de Nice en 2003.
Extrêmement peu d'ex-ouvriers ont siégé sur les bancs du Parlement européen. En moyenne, selon les législatures, entre 0 % et 2 % des eurodéputés français depuis 1979 ont été ouvriers.

## Organisation

### Président
Le Parlement élit en son sein un président pour 2 ans et demi au début de la législature et à mi-mandat.
Le président représente le Parlement auprès des autres institutions européennes et à l'extérieur. Il supervise l'activité du Parlement et de certains organes comme le Bureau et la Conférence des présidents. Il préside avec l'aide des vice-présidents les débats en séance plénière.
Parmi eux, Simone Veil a été la présidente du Parlement de juillet 1979 à janvier 1982, Josep Borrell Fontelles entre juillet 2004 et janvier 2007, Hans-Gert Pöttering entre janvier 2007 et juin 2009, Jerzy Buzek entre juillet 2009 et janvier 2012 et Martin Schulz entre janvier 2012 et janvier 2017. David Sassoli en était le président depuis le 3 juillet 2019 jusqu'à son décès le 11 janvier 2022. L'intérim a été assuré par l'ancienne première Vice-présidente du Parlement européen Roberta Metsola, qui est officiellement élue présidente lors de la session plénière du 18 janvier 2022.

### Organes de direction
Les principaux organes de direction du Parlement sont :
- le bureau du Parlement européen, organe de direction responsable des questions administratives, de personnel et d'organisation du Parlement. Il est composé du président et de quatorze vice-présidents, élus pour 2 ans et demi. Les cinq questeurs sont aussi membres du bureau mais avec uniquement une voix consultative[19].
- la conférence des présidents, organe de direction politique du Parlement européen, chargée notamment de l'organisation des travaux du Parlement européen et de la fixation de l'ordre du jour. Il est composé du président du Parlement et des présidents des groupes politiques[19].
- la conférence des présidents des commissions, chargée d'assurer la coopération entre les différentes commissions parlementaires et de faire des recommandations à la conférence des présidents[19].
- la conférence des présidents des délégations qui s'occupe d'assurer le bon fonctionnement des délégations interparlementaires et des délégations aux commissions parlementaires mixtes[19].
- le collège des questeurs ; au nombre de cinq, ils sont élus par l'assemblée pour une période de deux ans et demi renouvelable et sont responsables des questions administratives et financières concernant les députés et leurs conditions de travail[19].

### Commissions parlementaires
Le Parlement européen dispose de différents types de commissions :
- 20 commissions permanentes, dont les compétences sont définies en annexe du règlement intérieur du Parlement européen ;
- 3 sous-commissions, liées à une commission principale.

Le Parlement européen peut aussi se doter, pour un temps précis de :
- commissions spéciales, créées pour une durée limitée d'au moins 12 mois et dotées d'un mandat adopté par le Parlement européen ;
- commissions d'enquête, créées pour une durée de 18 mois maximum, dans le but d'examiner les allégations d'infractions ou de mauvaise administration dans l'application du droit de l'Union.

Les commissions sont composées de 25 à 73 députés et sont dotées d'un président, d'un bureau et d'un secrétariat. Leur composition politique reflète celle de la plénière.

#### Commissions et sous-commissions permanentes
| Commission                                                                        | Acronyme |
| --------------------------------------------------------------------------------- | -------- |
| Commission des affaires constitutionnelles                                        | AFCO     |
| Commission des affaires étrangères                                                | AFET     |
| Sous-commission des droits de l'homme                                             | DROI     |
| Sous-commission sécurité et défense                                               | SEDE     |
| Commission de l'agriculture et du développement rural                             | AGRI     |
| Commission des budgets                                                            | BUDG     |
| Commission du contrôle budgétaire                                                 | CONT     |
| Commission de la culture et de l'éducation                                        | CULT     |
| Commission du développement                                                       | DEVE     |
| Commission des affaires économiques et monétaires                                 | ECON     |
| Sous-commission sur les affaires fiscales                                         | FISC     |
| Commission de l'emploi et des affaires sociales                                   | EMPL     |
| Commission de l'environnement, de la santé publique et de la sécurité alimentaire | ENVI     |
| Commission des droits de la femme et de l'égalité des genres                      | FEMM     |
| Commission du marché intérieur et de la protection des consommateurs              | IMCO     |
| Commission du commerce international                                              | INTA     |
| Commission de l'industrie, de la recherche et de l'énergie                        | ITRE     |
| Commission des affaires juridiques                                                | JURI     |
| Commission des libertés civiles, de la justice et des affaires intérieures        | LIBE     |
| Commission de la pêche                                                            | PECH     |
| Commission des pétitions                                                          | PETI     |
| Commission du développement régional                                              | REGI     |
| Commission du transport et du tourisme                                            | TRAN     |

### Groupes politiques
Les groupes politiques jouent un rôle essentiel dans le fonctionnement du Parlement européen. Un groupe politique rassemble des députés européens partageant les mêmes affinités politiques. Pour être constitué, un groupe doit rassembler au moins 25 membres, issus d'au moins un quart des États membres de l'Union européenne (soit sept états membres actuellement). Les députés européens ne peuvent être membres de plusieurs groupes à la fois. Ceux qui n'appartiennent à aucun groupe sont appelés « non-inscrits ».

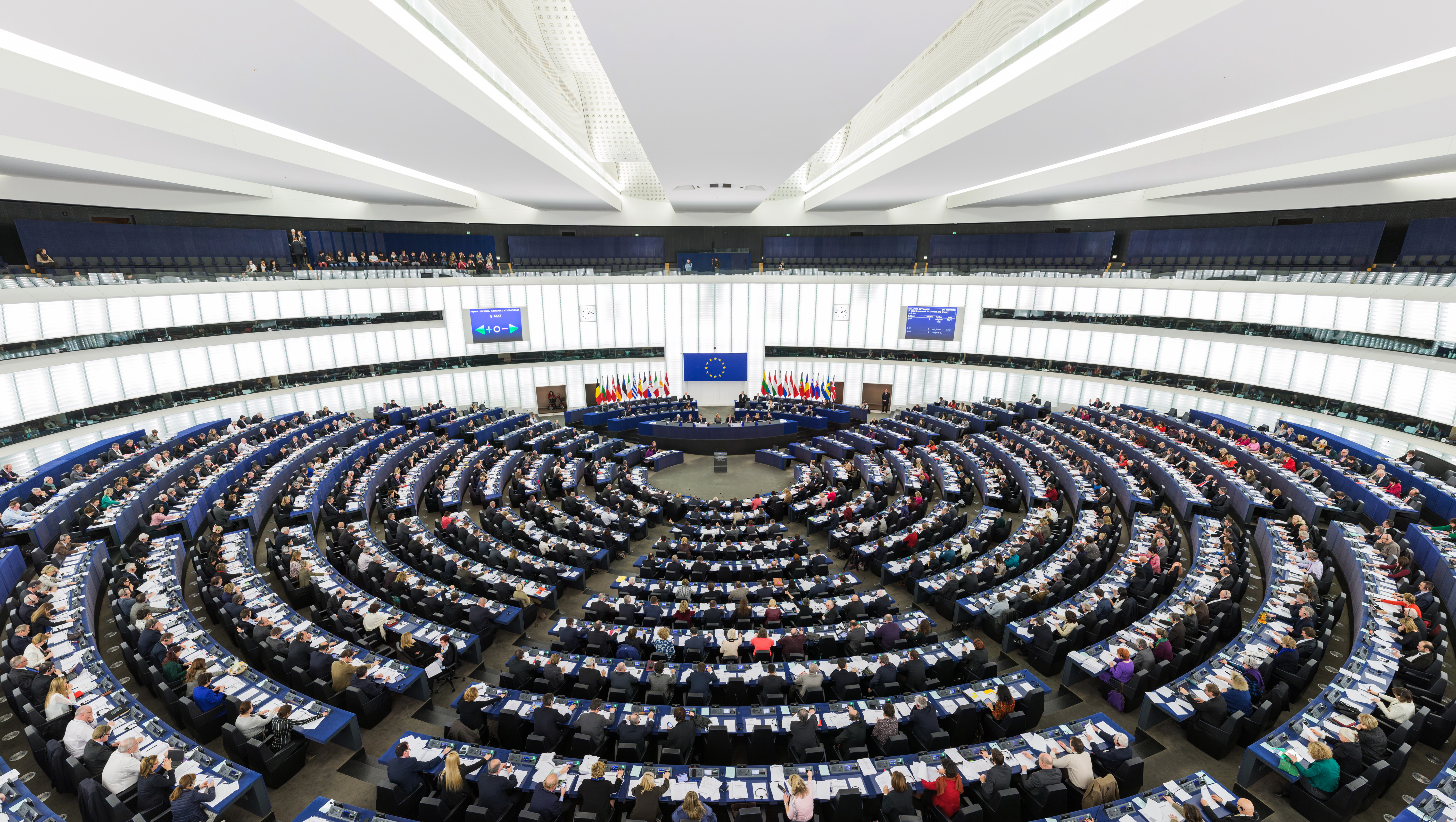
Hémicycle du bâtiment Louise-Weiss du Parlement européen à Strasbourg, lors d'une séance plénière en 2014.

Chaque groupe élit un président ou des co-présidents qui siègent à la Conférence des présidents, le principal organe de direction politique du Parlement européen. À de très nombreux échelons comme lors des négociations politiques, les députés sont représentés par un seul membre de leur groupe politique (le rapporteur ou rapporteur fictif). Les groupes politiques ont par ailleurs la possibilité de déposer des amendements à un texte en session plénière.
Les groupes politiques se voient alloués un budget et des espaces de travail (mise à disposition de bureaux et de salles de réunions). Le personnel du Parlement européen est composé à 8,5 % de personnes travaillant pour les groupes politiques. Le calendrier du Parlement prévoit aussi des journées spéciales pour que les activités et réunions prévues par les groupes politiques.
Dans l'hémicycle, les députés sont regroupés par groupe politique et non par pays d'élection.

#### Groupes politiques actuels
Il y a actuellement 8 groupes au Parlement européen. Le groupe politique ayant le plus de membres est le groupe du Parti populaire européen (PPE), qui regroupe des élus de droite et de centre-droit, suivi du groupe de l'Alliance progressiste des socialistes et démocrates au Parlement européen (S&D), des Patriotes pour l'Europe et du groupe des Conservateurs et réformistes européens.
| Groupes au Parlement | Groupes au Parlement                                                            | Partis ou sous-groupes européens                                                                 | Tendance majoritaire                                         | Sièges |
| -------------------- | ------------------------------------------------------------------------------- | ------------------------------------------------------------------------------------------------ | ------------------------------------------------------------ | ------ |
|                      | Groupe du Parti populaire européen (PPE)                                        | Parti populaire européen                                                                         | Libéral / Conservateur / Europhile                           | 188    |
|                      | Alliance progressiste des socialistes et démocrates au Parlement européen (S&D) | Parti socialiste européen                                                                        | Socialiste / Social-démocratie / Europhile                   | 136    |
|                      | Patriotes pour l'Europe (PfE)                                                   | Patriotes.eu                                                                                     | Souverainisme / National-conservatisme / Populisme de droite | 86     |
|                      | Conservateurs et réformistes européens (CRE)                                    | Parti des conservateurs et réformistes européens                                                 | Conservateur / Eurosceptique                                 | 80     |
|                      | Renew Europe (RE)                                                               | Parti de l'Alliance des libéraux et des démocrates pour l'Europe (ALDE) Parti démocrate européen | Libéral / Europhile                                          | 75     |
|                      | Groupe des Verts/Alliance libre européenne (Verts/ALE)                          | Parti vert européen Alliance libre européenne Volt Europa Parti pirate européen                  | Écologiste / Régionaliste / Europhile                        | 53     |
|                      | Groupe de la Gauche au Parlement européen (GUE/NGL)                             | Parti de la gauche européenne Alliance de la Gauche verte nordique Maintenant le peuple          | Écosocialiste / Antilibéral                                  | 46     |
|                      | L'Europe des nations souveraines (ENS)                                          | —                                                                                                | Nationaliste / Eurosceptique                                 | 26     |
|                      | Non-inscrits                                                                    | Non-inscrits                                                                                     | Non-inscrits                                                 | 29     |

#### Partis politiques européens
Les partis politiques européens sont un type d'organisation politique reconnu par l'Union européenne depuis 1992 (traité de Maastricht) et éligible depuis 2003 pour recevoir des fonds communautaires sous certaines conditions.
Ces « partis » sont le plus souvent des fédérations de partis nationaux et il n'est souvent pas possible de devenir membre à titre individuel de ces partis. Généralement, les partis européens comptent également parmi leurs membres des partis appartenant à des pays européens extérieurs à l'UE.
Si, à l'origine, ces organisations ne présentaient pas les traits distinctifs d'un parti national mais étaient davantage des lieux de rencontre et d'échange au niveau européen, ils sont maintenant nombreux à présenter un programme électoral en amont des élections européennes et ont présenté des têtes de listes européennes (Spitzenkandidaten) en 2014 et 2019.
Les partis politiques européens ne doivent pas être confondus avec les groupes politiques au Parlement européen, bien qu'ils soient souvent liés. Un groupe politique peut rassembler des députés d'un ou plusieurs partis politiques européen. Ainsi, le groupe du PPE rassemble les députés de partis membres d'un seul parti européen (le parti populaire européen) alors que le groupe des Verts-ALE rassemble les députés de partis de trois partis politiques européens (le Parti vert européen, l'Alliance libre européenne et le Parti Pirate européen).

### Délégations
Le Parlement européen dispose également de délégations dédiées à un pays ou à une zone géographique donnée. Ces délégations, constituées de députés européens, organisent des rencontres et des visites, et ont pour objectif de favoriser les échanges entre les parlementaires européens et leurs homologues étrangers. Elles sont réunies dans une conférence des présidents des délégations.

## Élections

Résultats des élections par groupe politique, 1979 à 2019. De gauche à droite :
Communistes/Extrême gauche (COM, GU et CG, GUE, GUE/NGL)
Sociaux-démocrates (S, SOC, PSE, S&D)
Verts/Régionalistes (V, V/ALE)
Régionalistes seuls (ARC, ARE)
Indépendants (CDI, TDI)
Non-inscrits (NI)
Libéraux/Centristes (L, LD, LDR, ELDR, ALDE, RE)
Conservateurs/Chrétiens-démocrates (CD, PPE, PPE-DE, PPE)
Conservateurs seuls (C, DE, FE, CRE)
Nationaux-conservateurs (UDE, DEP, RDE, UPE, UEN, PfE)
Eurosceptiques (EDN, I-EN, EDD, IND/DEM, ELDD)
Extrême droite (GDE, GTDE, ITS, ENL, ID, ENS)

Les élections ont lieu la dernière année du quinquennat précédent. La semaine exacte des élections est décidée une année à l'avance.
Les dernières élections ont eu lieu en juin 2024.

### Législatures
- 1re législature (1979-1984)
- 2e législature (1984-1989)
- 3e législature (1989-1994)
- 4e législature (1994-1999)
- 5e législature (1999-2004)
- 6e législature (2004-2009)
- 7e législature (2009-2014)
- 8e législature (2014-2019)
- 9e législature (2019-2024)
- 10e législature (2024-2029)

### Évolution depuis 1979
En 1979, lors de la première élection des représentants au Parlement européen, l'abstention s'élevait à 37 % en moyenne. Elle n'a depuis pas cessé d'augmenter pour atteindre 54,3 % en 2004.
L'abstention progresse pour la plupart des pays, sauf en Belgique, au Danemark, au Luxembourg et au Royaume-Uni, où le taux d'abstention est assez stable (proche de 67 % au Royaume-Uni). En 2004, le taux d'abstention a été d'autant plus élevé que la date d'adhésion était proche : 51 % pour les 10 pays les plus anciens, 54 % pour les 6 pays ayant adhéré entre 1981 et 1995, et 73 % pour les 10 pays ayant adhéré en 2004. Le record d'abstention, en 2004, est atteint par la Slovaquie avec 83 %, suivie par la Pologne (79 %). Au sein des six pays fondateurs, le taux d'abstention a en moyenne systématiquement augmenté de 1979 (30 %) à 2004 (48 %), ce taux passant même de 31 à 50 % si l'on exclut les 2 pays (Belgique et Luxembourg) où le vote est obligatoire.
Le Parlement européen n'a jamais connu de majorité partageant une même idéologie. Le Parti populaire européen (PPE) et l'Alliance progressiste des socialistes et démocrates au Parlement européen (S&D) « structurent la vie politique de l’assemblée européenne ». Pascale Joannin, directrice générale de la fondation Robert-Schuman, estime que « la seule coalition majoritaire possible est celle du PPE et de S&D, soit l’alliance de la droite et de la gauche. Il n'y a aucune autre possibilité ».
| Groupes au Parlement         | 1979 | 1981 | 1984 | 1987 | 1989 | 1994 | 1995 (Suède, Finlande, Autriche) | 1999 | 2004 | 2007  | 2009 | 2014  | 2019 | 2020 | 2024 |
| ---------------------------- | ---- | ---- | ---- | ---- | ---- | ---- | -------------------------------- | ---- | ---- | ----- | ---- | ----- | ---- | ---- | ---- |
| PPE, PPE-DE, PPE             | 107  | 115  | 110  | 116  | 121  | 157  | 181                              | 233  | 268  | 277   | 265  | 221   | 182  | 187  | 188  |
| SOC, PSE, S&D                | 113  | 125  | 130  | 164  | 180  | 198  | 215                              | 180  | 200  | 218   | 184  | 191   | 154  | 148  | 136  |
| DEP, RDE, UPE, UEN, PfE      | 22   | 22   | 29   | 30   | 20   | 26   | 54                               | 30   | 27   | 44    | —    | —     | —    | —    | 84   |
| DE, FE, CRE                  | 64   | 64   | 50   | 67   | 34   | 27   | —                                | —    | —    | —     | 54   | 70    | 62   | 62   | 78   |
| LD, LDR, ELDR, ADLE, RE      | 40   | 38   | 31   | 42   | 49   | 43   | 44                               | 50   | 88   | 106   | 84   | 67    | 108  | 97   | 77   |
| COM, GU et CG, GUE, GUE/NGL  | 44   | 48   | 41   | 47   | 42   | 43   | 34                               | 42   | 41   | 41    | 35   | 52    | 41   | 40   | 46   |
| GDE, GTDE, ITS, ENL, ID, ENS | —    | —    | 16   | 17   | 17   | —    | —                                | —    | —    | 23/-  | —    | -/36  | 73   | 76   | 25   |
| ARC, ARE                     | —    | —    | 20   | 21   | 13   | 19   | 19                               | —    | —    | —     | —    | —     | —    | —    | —    |
| V, V/ALE                     | —    | —    | —    | —    | 30   | 23   | 28                               | 48   | 42   | 42    | 55   | 50    | 74   | 67   | 53   |
| EDN, I-EN, EDD, I/D, ELDD    | —    | —    | —    | —    | —    | 19   | 20                               | 16   | 37   | 23    | 32   | 48    | —    | —    | —    |
| CDI, TDI                     | 11   | 11   | —    | —    | —    | —    | —                                | 18/- | —    | —     | —    | —     | —    | —    | —    |
| NI                           | 9    | 11   | 7    | 14   | 12   | 8    | 31                               | 9/27 | 29   | 11/34 | 27   | 52/16 | 57   | 28   | 33   |
| Total                        | 410  | 434  | 434  | 518  | 518  | 567  | 626                              | 626  | 732  | 785   | 736  | 751   | 751  | 705  | 720  |

### Scrutins nationaux

#### En Belgique
En Belgique, l'élection des eurodéputés a lieu au scrutin de liste à la proportionnelle, sans panachage. Depuis 1979, l'élection se déroule dans le cadre de trois collèges électoraux : le collège néerlandais (en Flandre et à Bruxelles), le collège français (en Wallonie et à Bruxelles) et le collège germanophone (Communauté germanophone). La participation au vote en Belgique est obligatoire.

#### En France
En France, l'élection des eurodéputés a lieu au scrutin de liste à la proportionnelle, sans panachage ni vote préférentiel. En 2004, un nouveau mode de scrutin a été mis en œuvre : pour la première fois, l'élection s'est déroulée dans le cadre de huit circonscriptions régionales Nord-Ouest, Sud-Est, Est, Massif-Central-Centre, Sud-Ouest, Île-de-France, Ouest, Outre-Mer. La participation à l'élection européenne en France a été inférieure à 43 %, en baisse de 4 points par rapport à celle de 1999. Pour l'élection de 2019, la France revient à une circonscription nationale unique.
Le taux d'abstention aux élections européennes a toujours été plus important au niveau national que pour la moyenne européenne, et a augmenté continuellement depuis la première élection en 1979. Le taux d'abstention est ainsi passé de 39,3 % à 43,3 % en 1984, 51,2 % en 1989, 47,2 % en 1994, 53,2 % en 1999, 57,2 % en 2004, avant d'atteindre 59,5 % en 2009 puis de redescendre à 49,9 % en 2019.

## Siège et lieux de travail

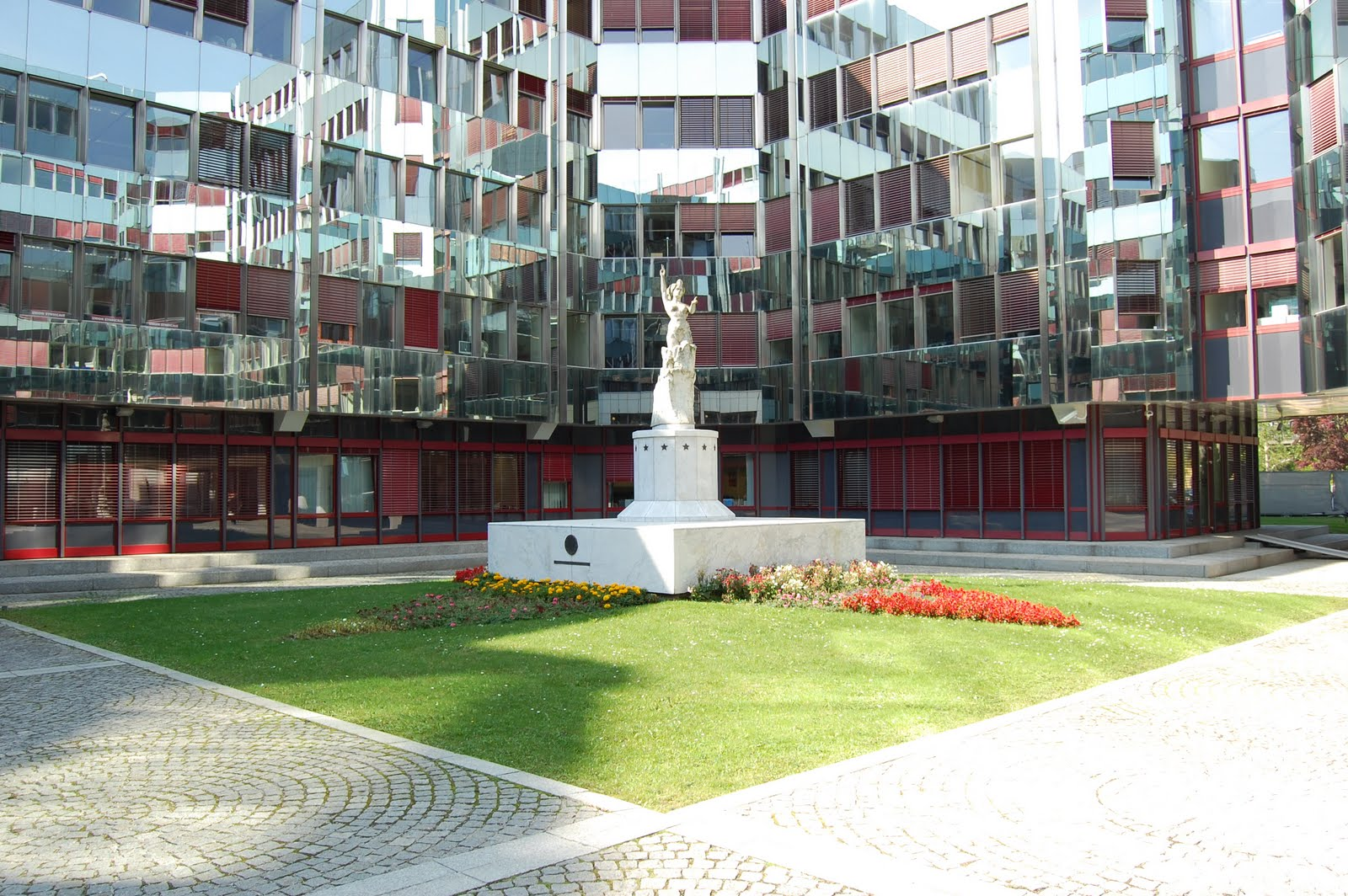
Luxembourg-Ville abrite les services administratifs du Parlement dans le quartier du Kirchberg.

Le Parlement européen siège à Strasbourg, en France, au sein des bâtiments Louise Weiss et Winston Churchill (au Palais de l'Europe de 1977 à 1999). S'il n'y a bien qu'un seul siège, il y a néanmoins plusieurs lieux de travail : Strasbourg, Bruxelles (Belgique) et la ville de Luxembourg (Grand-Duché de Luxembourg). Ont lieu à Strasbourg les douze sessions plénières de l'année – une par mois sauf en août (aucune) et en septembre (deux) – qui actuellement durent chacune trois jours et demi. Ont lieu à Bruxelles les commissions parlementaires mais aussi six « mini-sessions » par an, officiellement appelées sessions plénières additionnelles. Enfin, la ville de Luxembourg a été dotée du Secrétariat général (administration et services de traduction et d'interprétation).
Cette situation définie par le traité sur le fonctionnement de l'Union européenne est la conséquence de l'histoire-même du Parlement européen. En 1952, Strasbourg (ville-frontière, lourdement marquée par la Seconde Guerre mondiale) devient le siège de l'assemblée de la CECA et symbolise dès lors la réconciliation franco-allemande. En 1965, la CECA, la CEE et Euratom fusionnent. L'assemblée de cette nouvelle institution siège à Strasbourg, tandis que sa Commission et son Conseil se fixent à Bruxelles. Le secrétariat général du Parlement à peine né, ainsi que les deux Cours de justice européennes reviennent à la ville de Luxembourg.

### Polémique au sujet du déménagement mensuel du Parlement

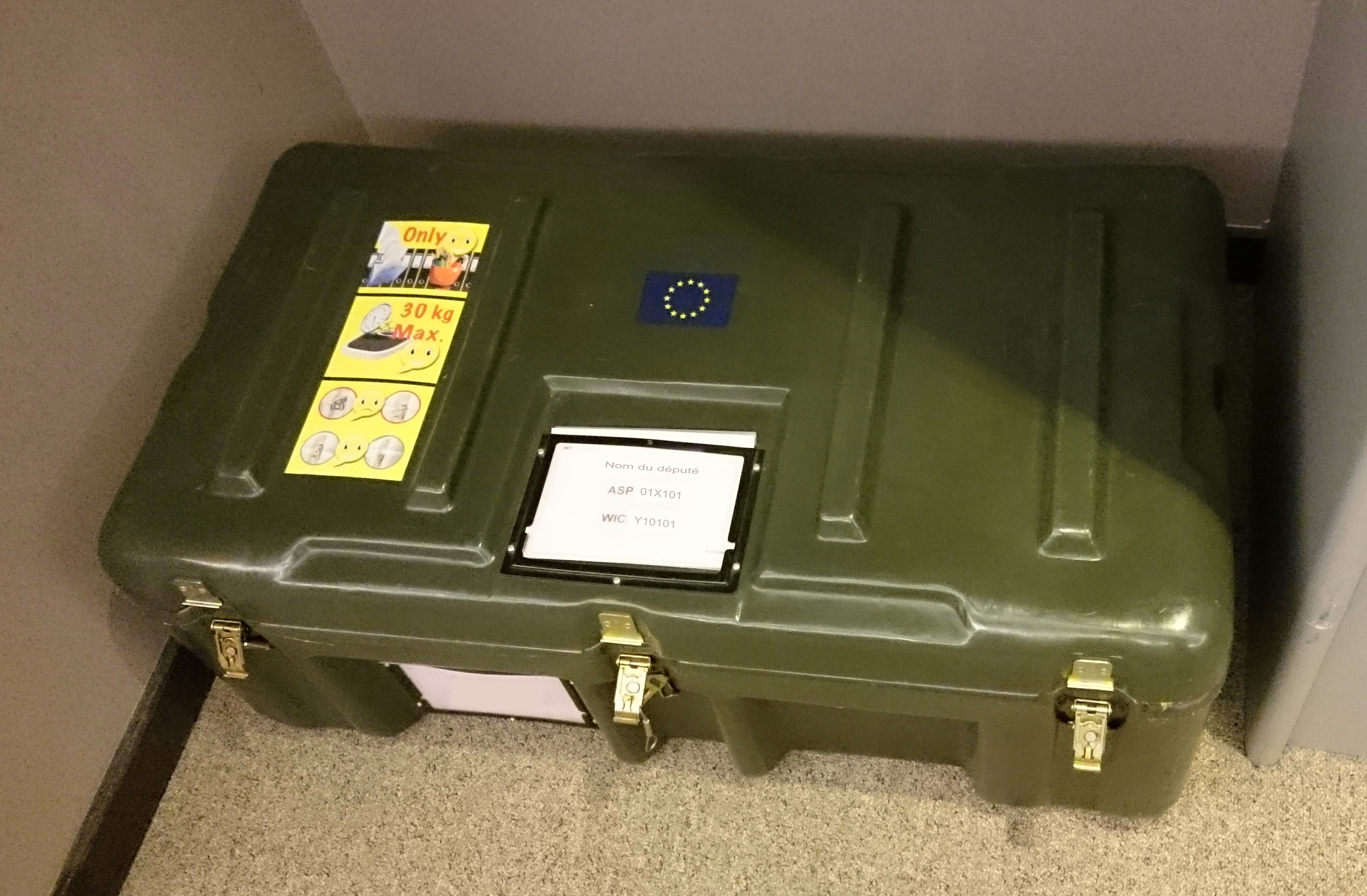
Caisse permettant le transport des dossiers des députés entre les deux sièges. La malle indique le nom du député, son adresse dans le bâtiment du Parlement à Bruxelles et son adresse dans le bâtiment du Parlement à Strasbourg.

Il existe une vive polémique au sujet de la répartition entre trois villes (Bruxelles, Luxembourg et Strasbourg) des bâtiments du parlement européen. En effet certains pensent qu'il serait préférable de n'avoir qu'une seule et unique ville abritant un seul parlement, mais aucune des trois villes ni aucun des trois pays ne souhaite céder sa part de l'institution, chacun avançant divers argument et rapports.

#### «Pro Bruxelles»

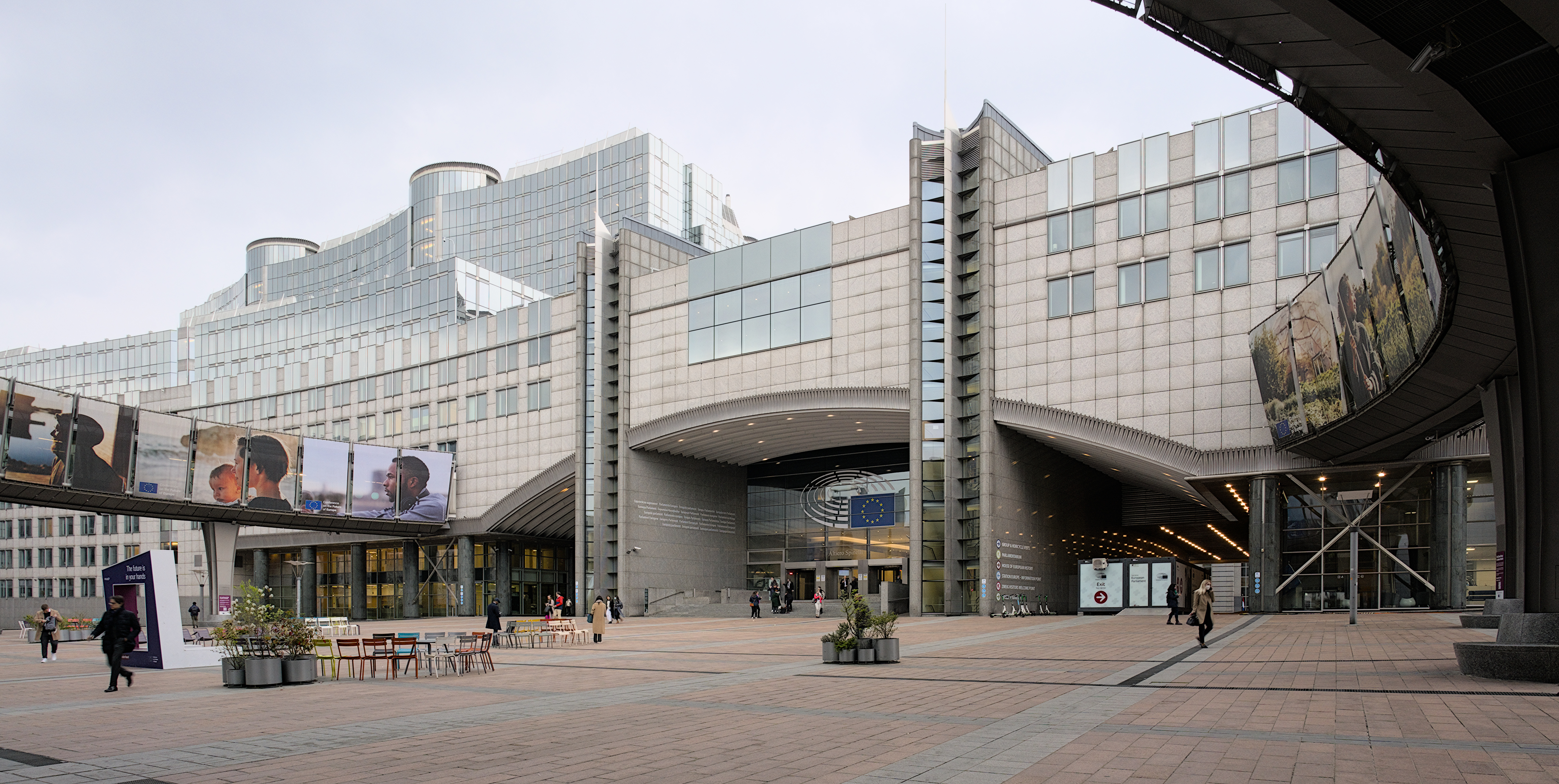
Le bâtiment de l'Espace Léopold à Bruxelles, recevant certaines sessions du parlement.

Selon un sondage, environ 90 % des députés se font les avocats d'un déménagement total du Parlement de Strasbourg à Bruxelles. L'exemple le plus connu est celui de l'eurodéputée Cecilia Malmström qui a lancé en 2006 une pétition sur internet pour que le Parlement européen soit entièrement transféré à Bruxelles, arguant que la maintenance du site de Strasbourg coûterait plus de 200 millions d'euros de frais directs (les bâtiments) et indirects (les transports entre Bruxelles et Strasbourg). Les transports entre les deux villes pollueraient aussi comme 13 000 vols aller-retour entre Londres et New York. S'ajoutent à cet argument à la fois économique et écologique, des arguments de confort : déplacements fastidieux en train ou en avion des députés, de leurs assistants et de leur matériel. En outre, il n'y a de vols directs de Strasbourg qu'en destination de seulement six capitales européennes – par exemple pas de vol vers Vienne. D'autres députés tels que la Belge Frédérique Ries, l'Allemand Alexander Alvaro ou la Néerlandaise Jeanine Hennis-Plasschaert font également régulièrement entendre leurs voix dans ce sens. Le 20 novembre 2013, une résolution du Parlement a été adoptée par 483 contre 141 voix tendant à faire de Bruxelles le seul lieu du siège du parlement. Dans un rapport de juillet 2014, la Cour des comptes européenne a mentionné que le coût du maintien du siège à Strasbourg était de 113 millions d'euros. Toutefois, ce rapport indique que l'hypothèse inverse de concentrer les activités vers Strasbourg n'a pas été étudiée.
Ces arguments et ces chiffres sont contestés par l'étude publiée en février 2012 par l'Association européenne des jeunes entrepreneurs, qui a notamment démontré, documents officiels du secrétariat général du Parlement à l'appui, que le coût annuel du siège s'élève à 51,5 millions d'euros et l'empreinte carbone à 4 199 tonnes de CO2, soit quatre et cinq fois moins que les chiffres régulièrement communiqués par les partisans d'un déménagement à Bruxelles (200 millions d'euros et 19 000 tonnes de CO2).
Le siège bruxellois est apparu en 2017 comme fortement fragilisé par des infiltrations et une mauvaise conception, et nécessiterait d'importants travaux pour être utilisé définitivement comme siège du Parlement, voire une reconstruction. Devant ces révélations, la question du siège se pose de nouveau avec une nouvelle actualité.

#### «Pro Strasbourg»

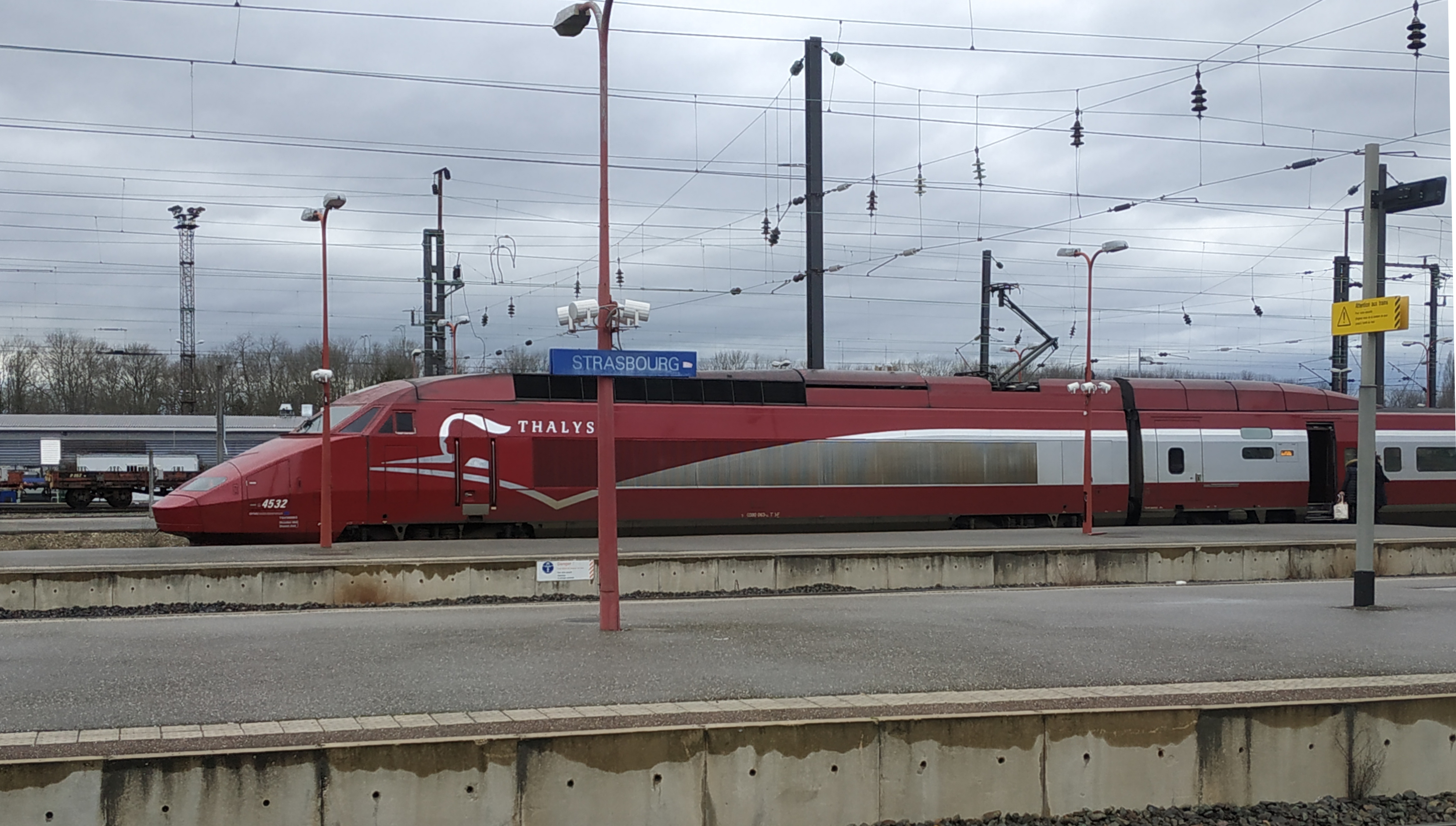
Thalys en gare de Strasbourg assurant la liaison entre les deux sites, ce train est dédié aux personnels du Parlement.

Il existe plusieurs campagnes pro-Strasbourg, telles que la campagne OneCity ou bien l'association « Pour la Démocratie Européenne ». Selon cette dernière, les chiffres avancés lors de la campagne OneSeat sont basés sur d'anciennes estimations et ne font pas la différence entre les trajets des députés de chez eux à Bruxelles ou Strasbourg et ceux qu'ils font entre Bruxelles et Strasbourg. Le coût total du maintien des trois lieux de travail (et non pas de Strasbourg uniquement) avoisinerait les 150 millions d'euros[réf. souhaitée]. De plus, pour l'association basée à Strasbourg, certains arguments de « confort » avancés par les pro-Bruxelles, ne peuvent avoir plus de poids que l'idée de décentralisation (plusieurs capitales pour plusieurs pouvoirs) de la démocratie en Europe. Ces initiatives sont elles aussi soutenues par certains députés tels que la Luxembourgeoise Astrid Lulling ou l'Allemand Bernd Posselt (en).
Toutefois, à partir de 2012, l'Association européenne des jeunes entrepreneurs (AEJE) a fait évoluer le débat en menant une étude complète sur la question du siège du Parlement européen. Cette étude a donné lieu à la publication de trois rapports nommés « le Siège dans tous ses États » réalisé sous la direction de Pierre Loeb, coprésident de l'AEJE.
En février 2018, le dernier rapport « le Siège dans tous ses États : Strasbourg l'évidence », toujours sous la direction de Pierre Loeb, de Jean-Baptiste Horhant, avec l'aide de Pauline Brugeilles, Tristan Tottet et Elie Walther, pointe les défaillances du bâtiment Paul-Henri Spaak du Parlement européen de Bruxelles et les coûts de sa rénovation (entre 500 millions et 1 milliard d'euros). C'est pourquoi, le dernier rapport de l'AEJE préconise qu'à la prochaine mandature en mai 2019, le siège de Strasbourg soit le siège unique lors des rénovations des bâtiments de Bruxelles.
Ce rapport passe au crible les arguments historiques, institutionnels, politiques, financiers et environnementaux. Il fait le constat « à la fois de faiblesses et de lacunes, qui justifient certaines critiques, mais aussi de nombreuses contre-vérités émises à l'encontre du siège du parlement européen de Strasbourg, motivées pour partie par une approche anti-européenne ». Ainsi, il conclut à la nécessité « de respecter les traités existants qui prévoient la tri-localisation du Parlement européen à Strasbourg (siège), Bruxelles et Luxembourg ». Ce rapport a été présenté publiquement au Parlement européen le 14 février 2012, par un panel de six députés européens, la Bulgare Mariya Gabriel, le Tchèque Libor Rouček, le Luxembourgeois Frank Engel et les Françaises Véronique Mathieu, Sandrine Bélier et Nathalie Griesbeck, autour de Pierre Loeb.
Le rapport comprend trois grandes parties :
1. Il rappelle les données historiques et juridiques et dresse un état du débat ;
2. Il évalue les coûts du siège de Strasbourg, documents officiels du Parlement européen à l'appui, à 51,5 millions d'euros par an ainsi que son empreinte carbone à 4 199 tonnes de CO2 (Chiffres 2010, « Replies and Follow-up to the discharge for 2010 » et « Déclaration environnementale du Parlement européen - mai 2011 ») ;
3. Il dresse un catalogue de vingt-deux recommandations susceptibles d'améliorer la situation du siège et de répondre aux attentes des députés européens et de leurs collaborateurs en matière d'accessibilité, d'hébergement de conditions de travail et d'accueil.

## Groupes de pression
Au 30 août 2021, 12 911 groupes d'intérêt exerceraient une activité de lobbying au niveau de l'Union. Ce chiffre inclut juristes et consultants (894), représentants d'associations professionnelles et d'industriels (6 941), ONG (3 493), think-tanks et organisations académiques (965), organisations religieuses (54) et organisations locales, municipales ou régionales (564).
En comparaison, il y avait en 2022 plus de 11 987 lobbyistes accrédités à Washington, DC.
Le Parlement européen a également édicté un code de bonne conduite spécifiant notamment les conditions d'accès à ses locaux et membres et le registre des accréditations. Les députés doivent signer une déclaration financière visant à éviter tout conflit d'intérêts entre l'exercice du mandat et des activités annexes.

## Parlamentarium
Le Parlamentarium est le centre des visiteurs. Il se répartit sur les deux sites du Parlement européen.
Le premier, situé sur son site de Bruxelles à côté de l'Espace Léopold, a officiellement été ouvert au public le 14 octobre 2011 par son président Jerzy Buzek. C'est une exposition permanente, montrant l'histoire de la construction européenne et se focalisant sur les rôles et activités du Parlement. La visite se fait avec un guide multimédia disponible dans l'ensemble des langues officielles de l'Union européenne.
De même, un deuxième Parlamentarium est inauguré le 3 juillet 2017 à Strasbourg par le président Antonio Tajani. Il est nommé en l'honneur de Simone Veil.
Il a ensuite été décidé d'ouvrir l'équivalent d'un parlamentarium par pays membre, sous le nom d'Europa Experience. En aout 2023, ils sont au nombre de 10 à travers l'Europe.

## Engagement sportif
Depuis juin 2022, le Parlement européen possède une équipe parlementaire de rugby (siglée: EPXV). Elle a été présentée à l'occasion d'une conférence de presse avec la présidente Roberta Metsola. L'équipe de rugby du Parlement Européen se compose de députés européens et de collaborateurs des Institutions européennes. Elle a joué son premier match international contre le XV parlementaire francais le 18 mars 2023 à la halle Georges-Carpentier à Paris.
L'équipe est financée intégralement par des partenaires privés. Les partenaires de l'équipe respectent les lignes directrices de l'équipe qui sont publiés, avec ses finances, sur le site de l'association. Elle s'entraine au rugby club de Boitsfort dans la périphérie de Bruxelles.
La présidente du Parlement européen, Roberta Metsola, est la marraine de l'équipe.

### Membres illustres de l'équipe
- Éric Andrieu, député européen
- Anne-Sophie Pelletier, députée européenne
- Pascal Durand, député européen
- Petar Vitanov, député européen
- Irène Tolleret, députée européenne
- Mohamed Chahim, député européen
- Christian Allard, député européen
- Derek Vaughan, député européen
- Radan Kanev, député européen

## Prix
Tous les ans, le Parlement européen décerne quatre prix à des personnes ou des organisations qui se sont distinguées dans le domaine des droits de l'homme, de la jeunesse, du cinéma ou de la citoyenneté européenne :
- Prix Sakharov (défense des droits de l'homme et des libertés fondamentales) ;
- Prix Charlemagne pour la jeunesse européenne (compréhension européenne et internationale, développement d'une identité et de l'intégration européennes) ;
- Prix du citoyen européen (coopération européenne et la promotion de valeurs communes) ;
- Prix LUX (valeurs, diversité culturelle et processus de construction) ;
- Prix Daphne Caruana Galizia pour le journalisme.

## Influence sur la politique nationale
Selon Olivier Costa, chercheur au CNRS, les élections du Parlement européen, organisées via des scrutins proportionnels, permettent l'émergence de nouveaux partis nationaux comme Nous sommes une famille en Slovaquie ou bien Printemps en Pologne.

## Corruption
En 2011, des journalistes du Sunday Times se faisant passer pour des lobbyistes piègent trois députés européens qui leur demandent 100 000 euros de pots-de-vin pour défendre des amendements,.
Fin 2022 éclate un scandale de corruption de députés européen par le Qatar, dont une vice-présidente du parlement - laquelle sera incarcérée.
En mars 2024, le service d'information tchèque révèle que la Russie avait versé via le site Internet "Voice of Europe" des centaines de milliers d'euros à des hommes politiques européens dans le but d'influencer les élections européennes.
Le Parlement européen est régulièrement critiqué pour sa prodigalité et sa trop grande complaisance avec les conflits d'intérêts,. Il est également critiqué pour son refus d'adhérer au GRECO, dont font pourtant partie tous les États membres de l'Union européenne.